# Regionalwahlen in Italien 1985
Die Regionalwahlen in Italien 1985 fanden am 12. und 13. Mai statt.

## Zusammenfassung der Ergebnisse
| Listen                                        | Stimmen    | %    | Mandate |
| --------------------------------------------- | ---------- | ---- | ------- |
| Democrazia Cristiana                          | 11.224.054 | 35,0 | 276     |
| Partito Comunista Italiano                    | 9.686.288  | 30,2 | 225     |
| Partito Socialista Italiano                   | 4.270.964  | 13,3 | 94      |
| Movimento Sociale Italiano – Destra Nazionale | 2.088.111  | 6,5  | 41      |
| Partito Repubblicano Italiano                 | 1.281.146  | 4,0  | 25      |
| Partito Socialista Democratico Italiano       | 1.153.183  | 3,6  | 23      |
| Partito Liberale Italiano                     | 703.372    | 2,2  | 13      |
| Lista Verde                                   | 553.602    | 1,7  | 9       |
| Democrazia Proletaria                         | 470.743    | 1,5  | 9       |
| Liga Veneta 1                                 | 267.999    | 0,8  | 3       |
| Partito Nazionale Pensionati 2                | 97.983     | 0,3  | –       |
| Lista Verde Civica                            | 52.240     | 0,2  | 1       |
| UV – Partito Democratico – UPAP – Ecologia    | 50.628     | 0,2  | –       |
| Lista Civica e Verde                          | 30.791     | 0,1  | 1       |
| Alleanza Italiana Pensionati                  | 29.561     | 0,1  | –       |
| Partito Verde Italiano                        | 13.085     | 0,0  | –       |
| Movimento Meridionale Calabria                | 11.930     | 0,0  | –       |
| Caccia Pesca Ambiente                         | 10.797     | 0,0  | –       |
| Partito Umanista                              | 10.335     | 0,0  | –       |
| Partito Monarchico Nazionale                  | 9.703      | 0,0  | –       |
| Liga Veneta Serenissima                       | 6.533      | 0,0  | –       |
| Lista di Lotta                                | 5.617      | 0,0  | –       |
| Lokale Liste                                  | 5.370      | 0,0  | –       |
| Socialdemocrazia Europea                      | 4.200      | 0,0  | –       |
| Partito Nazionale Inquilini                   | 3.766      | 0,0  | –       |
| Gesamt                                        | 32.042.001 | 100  | 720     |

- 1 Liga Veneta – Piemont (33.978 Stimmen); Liga Veneta – Lega Lombarda (28.074 Stimmen); Liga Veneta (112.275 Stimmen); Liga Veneta – Unione Pensionati (10.751 Stimmen); Liga Veneta – Alleanza Italiana Pensionati (82.921 Stimmen).
- 2 Davon Partito Nazionale Pensionati – Lokale Liste: 8.548 Stimmen (7.407 in Latium und 1.141 in Apulien, Provinz Foggia).

## Wahlergebnisse der Regionen
| Region                    | DC     | PCI    | PSI    | MSI–DN | PRI   | PSDI  | PLI   | LV    | DP    | Liga  | PNP   | UV-PD | Sonstige | Gültige Stimmen |
| ------------------------- | ------ | ------ | ------ | ------ | ----- | ----- | ----- | ----- | ----- | ----- | ----- | ----- | -------- | --------------- |
| Piemont → Ergebnis        | 30,5 % | 28,9 % | 12,9 % | 5,5 %  | 5,3 % | 4,7 % | 5,1 % | 1,7 % | 1,6 % | 1,1 % | 0,3 % | –     | 2,5 %    | 3.016.556       |
| Lombardei → Ergebnis      | 36,0 % | 26,7 % | 15,4 % | 5,9 %  | 4,8 % | 2,8 % | 2,3 % | 2,4 % | 2,2 % | 0,5 % | 0,5 % | 0,3 % | 0,1 %    | 6.119.347       |
| Venetien → Ergebnis       | 45,9 % | 20,4 % | 12,3 % | 4,5 %  | 3,3 % | 3,2 % | 1,9 % | 2,6 % | 1,7 % | 3,7 % | 0,2 % | –     | 0,2 %    | 3.013.511       |
| Ligurien → Ergebnis       | 30,4 % | 34,8 % | 12,1 % | 5,7 %  | 4,2 % | 3,0 % | 3,3 % | 2,8 % | 1,5 % | 0,9 % | 1,0 % | 0,2 % | –        | 1.231.323       |
| Emilia-Romagna → Ergebnis | 24,6 % | 47,0 % | 10,9 % | 4,3 %  | 4,7 % | 2,7 % | 1,6 % | 2,3 % | 1,1 % | 0,4 % | 0,1 % | 0,2 % | 0,2 %    | 2.939.700       |
| Toskana → Ergebnis        | 26,6 % | 46,2 % | 12,0 % | 4,6 %  | 3,3 % | 1,7 % | 1,1 % | 1,6 % | 1,4 % | 0,5 % | 0,3 % | 0,2 % | 0,5 %    | 2.560.472       |
| Umbrien → Ergebnis        | 27,5 % | 44,3 % | 14,5 % | 6,3 %  | 2,6 % | 1,7 % | 0,9 % | –     | 1,2 % | 0,4 % | 0,2 % | 0,4 % | –        | 583.574         |
| Marken → Ergebnis         | 36,1 % | 35,7 % | 10,5 % | 5,6 %  | 3,7 % | 3,3 % | 1,2 % | 2,2 % | 1,0 % | 0,5 % | –     | 0,2 % | –        | 995.215         |
| Latium → Ergebnis         | 33,6 % | 29,9 % | 11,7 % | 9,7 %  | 4,0 % | 3,8 % | 2,0 % | 2,3 % | 1,3 % | 0,9 % | 0,2 % | 0,1 % | 0,5 %    | 3.373.419       |
| Abruzzen → Ergebnis       | 44,3 % | 26,9 % | 11,7 % | 6,2 %  | 2,8 % | 3,8 % | 1,6 % | 1,2 % | 0,8 % | 0,3 % | 0,1 % | 0,2 % | –        | 829.488         |
| Molise → Ergebnis         | 56,5 % | 16,2 % | 10,2 % | 4,1 %  | 3,4 % | 4,9 % | 3,0 % | –     | 1,1 % | 0,4 % | –     | 0,2 % | –        | 216.439         |
| Kampanien → Ergebnis      | 39,0 % | 22,7 % | 14,3 % | 9,0 %  | 3,7 % | 5,4 % | 2,3 % | –     | 1,1 % | 0,3 % | 0,3 % | 0,2 % | 1,7 %    | 3.216.666       |
| Apulien → Ergebnis        | 38,4 % | 24,4 % | 15,0 % | 10,3 % | 3,2 % | 4,4 % | 1,8 % | 1,1 % | 0,8 % | 0,3 % | 0,1 % | 0,2 % | –        | 2.378.113       |
| Basilikata → Ergebnis     | 44,7 % | 24,2 % | 15,3 % | 5,1 %  | 1,7 % | 6,2 % | 1,3 % | –     | 1,0 % | 0,1 % | –     | 0,2 % | –        | 382.759         |
| Kalabrien → Ergebnis      | 39,0 % | 24,2 % | 17,9 % | 6,4 %  | 3,3 % | 5,7 % | 0,7 % | –     | 1,4 % | 0,1 % | 0,2 % | –     | 1,0 %    | 1.185.419       |
| Gesamt                    | 35,0 % | 30,2 % | 13,3 % | 6,5 %  | 4,0 % | 3,6 % | 2,2 % | 1,7 % | 1,5 % | 0,8 % | 0,3 % | 0,2 % | 0,6 %    | 32.042.001      |